# 得能関四郎
得能 関四郎（とくのう せきしろう、天保13年1月15日〈1842年2月24日〉 - 1908年〈明治41年〉7月1日/17日）は、日本の武士、剣術家、警察官。諱は通久。
幕末に直心影流剣術を修め、明治時代は警視庁に出仕し警衛掛、撃剣世話掛を務めた。大日本武徳会から第1回精錬証及び範士の称号を授与された。

## 経歴

### 幕末期
上野国沼田藩士の子として生まれる。父は得能九八郎通明とも得能隼人とも。生地も沼田という説と芝江戸見坂の沼田藩邸という説の両方がある。安政3年（1856年）、15歳で芝愛宕下に道場を構える藩の剣術指南役・直心影流の長沼正兵衛（笑兵衛）恂郷に入門。1862年（文久2年）、21歳で免許皆伝を受ける。恂郷死後はその子・可笑人に学び、長沼道場の塾頭を務めた。版籍奉還時の俸禄は45俵2人扶持であった。

### 明治維新後

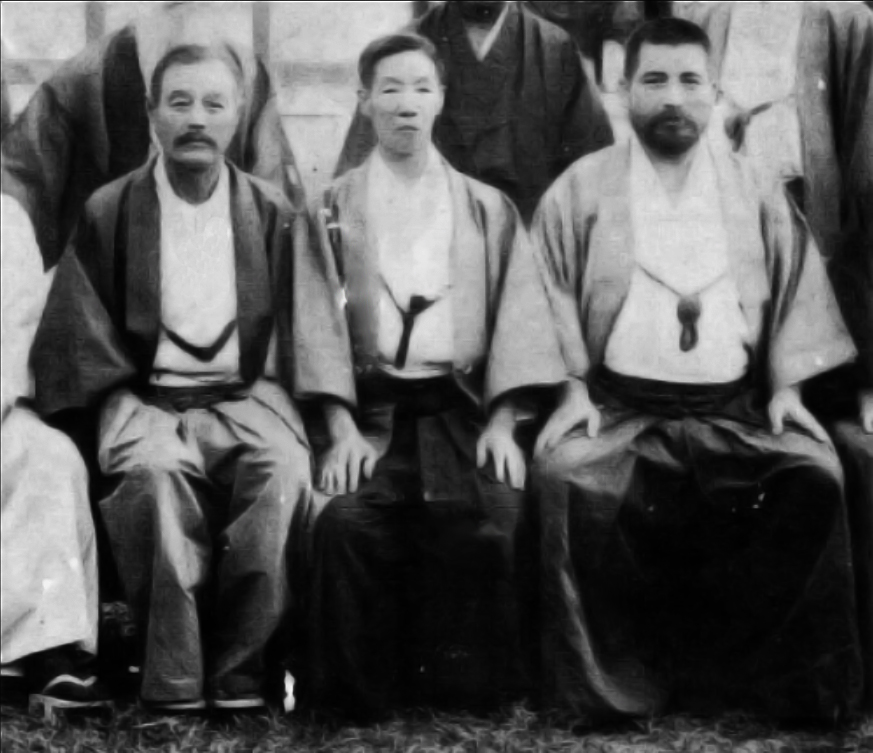
1906年（明治39年）。左から三橋鑑一郎、得能関四郎、内藤高治。

廃藩後、東京府の市中取締役となる。1880年（明治13年）、警視局に採用され、警衛掛に任命される。1882年（明治15年）警視庁武術世話掛となる。警視庁では警視流の制定に加わった。
1882年（明治15年）7月6日、吹上御苑での天覧試合で柿本清吉（警視庁）に勝つ。1883年（明治16年）11月、向ヶ岡弥生社撃剣大会で磯貝昇（憲兵）に勝つ。同年12月、関西剣客代表との対抗戦で高山峰三郎（滋賀県警）に敗れる。1884年（明治17年）6月22日、宮内省済寧館大会で松崎浪四郎と引き分ける。同年11月8日、第2回向ヶ岡弥生社全国撃剣大会で松崎と再度対戦し勝つ。
1890年（明治23年）1月23日の警視庁撃剣大会で三橋鑑一郎に勝利。

### 晩年

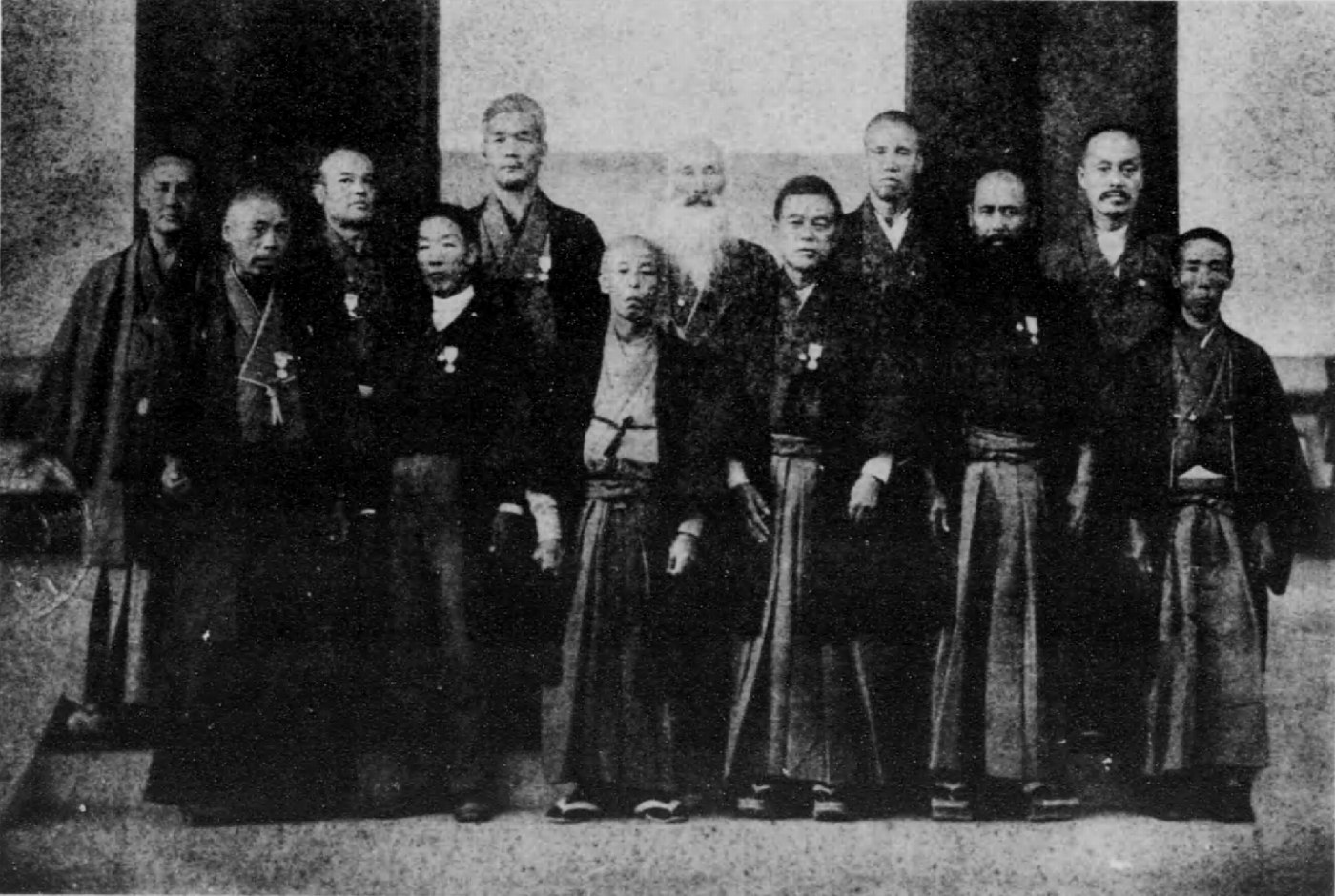
第1回の精錬証を授与された剣道家。前列左から2人目の洋装が得能。

1895年（明治28年）10月、大日本武徳会第1回武徳祭大演武会で奥村左近太に勝勝利。同時に同会から第1回精錬証を授与される。同大会では第3・4回で高山峰三郎と引き分け、第6回で三橋鑑一郎と引き分け、第7回で阿部守衛に勝利、第8回は柴江運八郎（勝負不明）、第9回で太田弥龍に勝利と無敗を誇った。
1903年（明治36年）5月、大日本武徳会から第1回範士号を授与される。
明治末年には東京における剣道界の三元老の筆頭と称された（他2人は真貝忠篤、根岸信五郎）。
1908年（明治41年）7月1日もしくは17日早朝、自宅で自刃。検視の結果、短刀で喉を掻き切ったあと、刃に付いた血を拭い、鞘に納めてから絶命したと判明した。遺書はなく、原因は不明とも言われるが、この年の3月頃から卒中を患っていたため病気を苦にしての自殺とも推定された。享年67。墓所は青山霊園2-イ11-36。

## 人物
性格は温厚。体格は身長5尺4寸と大きくはなかったが、籠手打ちの名人として知られた。
フロックコートを着て金縁眼鏡をかけて審判を務めており、和装の大家の多い中では大変目立った。
1886年（明治19年）2月10日、鹿鳴館舞踏会で外務大臣井上馨の警護中、木刀や真剣を持った暴漢の集団が襲いかかってきたため、ステッキで応戦した。逮捕された犯人は11人、そのほとんどが手首を砕かれていた。「フロックコートの剣士」として有名になり、以来フロックコートを愛用するようになった。

## 略年譜
- 1842年（天保13年） - 沼田藩士の子として生まれる。
- 1856年（安政3年） - 藩の剣術指南役・直心影流の長沼恂教（笑兵衛）に入門。修行の間に塾頭を務めている。
- 1862年（文久2年） - 直心影流免許皆伝。
- 1871年（明治4年） - 廃藩後、東京で市中取締役として勤務。
- 1880年（明治13年） - 警視庁に雇用、警衛掛に任命される。
- 1882年（明治15年） - 吹上御苑での天覧試合で柿本清吉に勝利。
- 1883年（明治16年） - 向ヶ岡弥生社撃剣大会で磯貝昇に勝利。
- 1883年（明治16年） - 警視庁撃剣世話掛と関西剣客代表との対抗戦で高山峰三郎に敗れる。
- 1884年（明治17年） - 宮内省済寧館大会で、松崎浪四郎に引き分ける。同年、向ヶ岡弥生社での全国大会で松崎浪四郎に勝利。
- 1895年（明治28年） - 大日本武徳会第1回武徳祭大演武会で奥村左近太に勝利。第1回精錬証を授与される。
- 1903年（明治36年） - 大日本武徳会から第1回範士号を授与される。
- 1906年（明治39年） - 大日本武徳会剣術形制定委員を務める。
- 1908年（明治41年） - 短刀で喉を切り自殺。病気を苦にしての自殺といわれる。